# Lepiota tulostomoides
Lepiota tulostomoides — вид грибів з родини печерицеві (Agaricaceae).

## Систематика
Вперше описаний у 2000 році як Cribrospora tulostomoides — представник монотипового роду Cribrospora. У 2015 віднесений до роду лепіота (Lepiota).

## Поширення та середовище існування
Знайдений у піщаному ґрунті під Cistus на Сардинії, Італія.